# Верга, Джованни
Джова́нни Ве́рга (итал. Giovanni Verga, 2 сентября 1840, Катания — 27 января 1922, там же) — итальянский писатель-реалист, широко известный романами, описывающими жизнь на Сицилии, прежде всего, романом «Семья Малаволья» (итал. I Malavoglia) и сборником рассказов «Жизнь среди полей» (итал. Vita dei Campi).

## Биография
Верга родился в зажиточной сицилийской семье недалеко от Катании, его отец — Джованни Баттиста Каталано Верга — был представителем мелкого дворянства, мать — Катерина ди Мауро — происходила из богатой купеческой семьи. Верга начал писательскую деятельность ещё в юности, написав исторический роман «Любовь и Родина» («Amore e Patria»), который не был издан по совету местного священника, друга семьи Верга и наставника Джованни в его первых пробах пера. По настоянию отца Джованни поступил на юридический факультет университета Катании, однако изучал право меньше двух лет, решив заниматься литературной деятельностью. В стремлении стать писателем Вергу поддерживала его мать, на деньги, которые отец выделил для учёбы в университете, в 1861 и 1862 были опубликованы «Карбонарии в горах» («I Carbonari della montagna»), посвященные освободительному движению под руководством Джузеппе Гарибальди. В 1863 цикл реалистических произведений был продолжен повестью «В лагунах» («Sulle lagune»).
В это время Верга выступает яростным сторонником объединения Италии со столицей в Риме.
В 1860-64 гг. Верга проходит службу в Национальной Гвардии, после чего оставляет Сицилию и едет во Флоренцию (в то время столицу Италии), позже в Милан. С 1869 местом жительства Верги становится Флоренция, а с 1872 года в течение почти 20 лет с редкими перерывами он живёт в Милане.
Джованни Верга считается основателем веризма, основного направления итальянской литературы середины XIX века, для которого характерно использование натуралистического подхода к описанию действительности. Образцом для веристов был Эмиль Золя, с которым Верга был знаком лично. Для стиля Верги характерно использование диалога как средства психологического портрета персонажа. Наряду с «Семьёй Малаволья», значительными произведениями Верги являются «Эрос», «Истинная тигрица». В 1880 выходит собрание рассказов «Жизнь среди полей», включающая такие произведения как «Причуда» («Fantasicheria»), «Волчица» («La lupa»), описывающие жизнь сицилийских крестьян, а также «Сельская честь» («Cavalleria rusticana»), которая позже была переработана в драму и оперу (композитор Пьетро Масканьи). Рассказ Верги «Малярия» является одним из первых зафиксированных в художественной литературе описаний болезни.
Верга планировал написать серию из пяти больших романов, каждый из которых последовательно показывал бы возрастающие человеческие амбиции и стремления — от элементарной борьбы за существование в «Семье Малаволья» до погони за роскошью, властью и чувственными удовольствиями (соответствующий роман должен был называться «Uomo di lusso» — «Человек роскоши»). Однако, кроме «Семьи Малаволья», был завершен только один — «Дон Джезуальдо» («Mastro Don Gesualdo», 1889), считающийся вершиной творчества Верги.
В 1893 году Верга вернулся на Сицилию и постепенно отошёл от литературной деятельности, время от времени переиздавая редактированные (иногда значительно) версии своих предыдущих произведений. В 1920 он был избран сенатором от родного селения Виццини. Джованни Верга умер от инсульта в 1922.
В городе Катания увековечено произведение писателя — на площади Джованни Верги установлен фонтан со скульптурным изображением одной из сцен романа «Семья Малаволья».
В 1948 году Лукино Висконти по роману «Семья Малаволья» поставил кинофильм «Земля дрожит».